# Список фантастичних романів (Д — К)
Це перелік фантастичних романів та циклів пов'язаних творів, опублікованих під однією обкладинкою (через схожість останніх за сутністю). Він включає сучасні романи, а також романи, написані до того, як термін «фантастика» набув загального вжитку. Цей список охоплює книги, написані у будь-якому з жанрів фантастичної літератури, зокрема й ті, що не продаються як фантастичні, проте містять фантастичну складову та вважаються фантастичними за змістом деякими критиками або включені до баз фантастики. Це інклюзивний перелік, а не ексклюзивний список, заснований на інших факторах, таких як рівень значущості чи літературна якість. Тому книги в ньому перераховані не за якістю чи літературними перевагами, а в алфавітному порядку за заголовком (використано найточніший дослівний переклад оригінальної назви), що йде після вказання автора твору. Приналежність автора показана прапором країни або країн у сучасних межах, на території яких він жив і творив. У дужках вказано назва книги мовою оригіналу та рік першовидання роману.

## Д
1. Едмунд Купер[en] «Далекий захід сонця» (англ. «A Far Sunset», 1967)
2. Йоганнес Аллен[da] «Дата смерті» (дан. «Data for din død», 1970)[1][2]
3. Альбер Робіда «Двадцяте століття» (фр. «Le Vingtième Siècle», 1883)
4. Стівен Кінг «22.11.63» (англ. «11/22/63», 2011)
5. Жуль Верн «Двадцять тисяч льє під водою» (фр. «Vingt mille lieues soaus les mers», 1870)
6. Роберт Гайнлайн «Двері у літо» (англ. «The Door into Summer», 1957)
7. Джоан Слончевськи "Двері до океану (англ. «A Door into Ocean», 1986)
8. Роджер Желязни «Дім Хаосу» (англ. «The Courts of Chaos», 1978)
9. Георгій Мартинов «Двісті двадцять днів на зорельоті» (рос. «220 дней на звездолёте», 1955)
10. Артур Кларк «Дві тисячі перший рік: Космічна одісея» (англ. «2001: A Space Odyssey», 1968)
11. Роджер Желязни «Дев'ять принців Амбера» (англ. «Nine prince of Amber», 1970)
12. Едґар Пенґборн «Дейві[en]» (англ. «Davy», 1965)
13. Філіп Хосе Фармер «Дейр[fr]» (англ. «Dare», 1965)
14. Райнер Ерлер[de] (нім. Rainer Erler) «Делегація» (нім. «Die Delegation», 1973)[3].
15. Лорен Олівер «Деліріум» (англ. «Delirium», 2011)
16. Маргарет Сент-Клер «Дельфіни Альтаїру» (англ. «The Dolphins of Altair», 1967)[4]
17. Рой Маєрс «Дельфінячий наїзник» (англ. «Dolphin Boy») (Англія)[5][6].
18. Едмунд Купер[en] «День дурнів» (англ. «All Fools' Day») (Англія)[7].
19. Вальтер Ерстінґ (нім. Walter Ernsting) «День, коли боги померли» (нім. «Der Tag, an dem die Götter starben», 1956) (Німеччина)[8].
20. Томас Бьорнетт Свонн «День Мінотавра» (англ. «The Day of the Minotaur», 1965)
21. Володимир Сорокін «День опричника» (рос. «День опричника», 2006)
22. «День сміття» (англ. Junk Day) (1970)
23. Джон Віндем «День триффідів» (англ. «The Day of the Triffids», 1951)
24. Олександр Розов[ru] «Депортація» (рос. «Депортация», 2014)
25. Майкл Крайтон «Держава страху» (англ. «State of Fear», 2004)
26. Джек Фінні «Десятицентовик Вудроу Вілсона» (англ. «The Woodrow Wilson Dime», 1968)
27. Василь Кожелянко «Дефіліада у Москві» (укр. «Дефіліада у Москві», 2000)
28. Андрій Бєлянін «Джек — божевільний король» (рос. «Джек сумасшедший король», 1996)
29. Джеймс Бліш «Джек з орлів» (англ. «Jack of Eagles», 1952)
30. Роджер Желязни «Джек з тіней» (англ. «Jack of Shadows», 1971)
31. Джанні Родарі «Джельсоміно в Країні брехунів» (італ. «Gelsomino nel paese dei bugiardi», 1959)
32. Фредерик Пол «Джем: створення утопії» (англ. «Jem: The Making of A Utopia», 1979)
33. Ден Браун «Джерело» (англ. «Origin», 2017)
34. Річард Бах "Джонатан Лівінгстон, мартин (англ. «Jonathan Livingston Seagull», 1970)[9].
35. Кіт Ломер «Дім у листопаді» (англ. «The House in November)* (США)[10].
36. Сюзанна Кларк «Джонатан Стрейндж та містер Норрелл» (англ. «Jonathan Strange & Mr Norrell», 2004)
37. Стівен Гокінґ та Люсі Гокінґ «Джордж і Великий вибух» (англ. «George and the Big Bang», 2011)
38. Стівен Гокінґ та Люсі Гокінґ «Джордж і блакитний супутник[en]» (англ. «George and the Blue Moon», 2016)
39. Люсі Гокінґ «Джордж і корабель часу» (англ. «George and the Ship of Time», 2019)
40. Стівен Гокінґ та Люсі Гокінґ «Джордж і таємний ключ до Всесвіту» (англ. «George's Secret Key to the Universe», 2007)
41. Олександр Казанцев «Дзвін сонця» (рос. «Колокол солнца», 1984)
42. Едгар Пенгборн (англ. Edgar Pangborn) — «Дзеркало для спостерігачів» (англ. «A Mirror for Observers», 1954)
43. Кир Буличов «Дива в Гуслярі» (рос. «Чудеса в Гусляре», 1972)
44. Уго Малагуті «Дива сатани» (італ. «Satana dei Miracoli»)[11].(1966)
45. Б. Р. Брюсс[fr] «Дивна планета» (фр. «L'Étrange Planète Orga», 1967)
46. Ларс Густафссон «Дивна тварина з півночі» (швед. «Det sällsamma djuret från norr») (1989) (Швеція)
47. Джеймс де Міль «Дивний рукопис, знайдений у мідному циліндрі» (англ. «A Strange Manuscript Found in a Copper Cylinder», 1888)
48. Олаф Стейплдон «Дивний Джон» (англ. «Odd John: A Story Between Jest and Earnest», 1935)
49. Джеймс де Міль «Дивний рукопис, знайдений у мідному циліндрі» (англ. «A Strange Manuscript Found in a Copper Cylinder», 1888)
50. Френк Баум «Дивовижний чарівник країни Оз» (англ. «The Wonderful Wizard of Oz», 1900)
51. Аєн Вотсон[en] «Дивовижні відвідувачі» (англ. «Miracle Visitors», 1978)
52. Марина та Сергій Дяченки «Дика Енергія. Лана» (рос. «Дикая Энергия. Лана», 2005)
53. Октавія Батлер «Дике сім'я» (англ. «Wild Seed», 1980)
54. Кім Стенлі Робінсон «Дикий берег[es]» англ. «The Wild Shore», 1984)
55. Джордж Мартін «Дикі карти» (англ. «Wild Cards», 1987)
56. Сергій Снєгов «Диктатор» (рос. «Диктатор», 1996)
57. Пітер Гемілтон роман у двох частинах «Дисфункція реальності[en]» (англ. Reality Dysfunction, 1996)
58. Джефф Раймен «Дитсадок[en]» (англ. «The Child Garden», 1989)
59. Андрій Столяров «Дитячий світ» (рос. «Детский мир», 1996)
60. Ніл Стівенсон «Діамантовий вік, або абетка для шляхетних дівчат» (англ. «The Diamond Age: Or, A Young Lady's Illustrated Primer», 1995)
61. Нік Перумов «Діамантовий меч, дерев'яний меч[ru]» (рос. «Алмазный меч, деревянный меч», 1998)
62. Грег Іген «Діаспора[en]» (англ. «Diaspora», 1997)
63. Володимир Лис «Діва млинища» (укр. «Діва Млинища», 2016)
64. Мірча Еліаде «Дівиця Крістіна[ro]» (рум. «Domnisoara Christina», 1936)
65. Вадим Шефнер «Дівчина біля урвища, або Нотатки Ковригіна» (рос. «Девушка у обрыва, или Записки Ковригина», 1964)
66. Джон Д. Макдональд «Дівчина, золотий годинник та все інше» (англ. «The Girl, the Gold Watch & Everything», 1962)
67. Кир Буличов «Дівчинка з Землі» (рос. «Девочка с Земли», «Путешествие Алисы», «Алиса и три капитана», 1974)
68. Олександр Мірер «Дім блукачів» (рос. «Дом Скитальцев», 1976)
69. Ренсом Ріґґз «Дім дивних дітей» (англ. «Miss Peregrine's Home for Peculiar Children», 2011)
70. Вільма Х. Ширас «Діти атому» (англ. «Children of the Atom», 1948-50)
71. Олесь Бердник «Діти безмежжя» (укр. «Діти безмежжя», 1963)
72. Джон Р. Р. Толкін «Діти Гуріна» (англ. «The Children of Húrin», 2007)
73. Френк Герберт «Діти Дюни» (англ. «Children of Dune», 1976)
74. Владислав Крапивін «Діти синього фламінго» (рос. «Дети синего фламинго», 1981)
75. Олег Ізмєров «Діти імперії» (рос. «Дети империи», 2013)
76. Свен Оге Мадсен «Дні з Діамом, або життя вночі» (дан. «Dage med Diam eller Livet om natten», 1971)
77. Доріс Лессінг «До відома: освоєна планета 5, Шикаста» (англ. «Re: Colonised Planet 5, Shikasta», 1979)
78. Роберт Сілверберг «Додолу, до Землі» (англ. «Downward to the Earth»)
79. Гордон Р. Діксон та Челсі Квін Ярбро «Додолу, крізь мерців» «Додолу, крізь мертвих людей[en]» англ. «Down Among the Dead Men», 1993)
80. Стівен Кінг «Доктор Сон» (англ. «Dr. Sleep», 2013)
81. Вільям Коцвінкл «Доктор Щур» «Доктор Щур» англ. «Doctor Rat», 1976)
82. Вільям Керролл Долари Дулі (англ. «Dooley's Dollars») 2010
83. Едмонд Гемілтон «Долина творіння» (англ. «The Valley of Creation», 1948)
84. Роджер Желязни, Джейн Ліндскольд[en] «Доннерджек» (англ. «Donnerjack», 1997)
85. Майкл Свонвік «Донька залізного дракона» (англ. «The Iron Dragon's Daughter», 1993)
86. Реймонд Файст та Дженні Вьорц «Дочка імперії. Учень чарівника» (англ. «Daughter of the Empire», 1987)
87. Енн Лекі «Допоміжна справедливість» (англ. «Ancillary justice», 2013)
88. Кормак Маккарті «Дорога» (англ. «The Road», 2006)
89. А. Бертрам Чендлер «Дорога до межі» (англ. «The Road to the Rim», 1967)
90. Леонід Леонов «Дорога на Океан» (рос. «Дорога на океан», 1935)
91. Роберт Гайнлайн «Достатньо часу для кохання» (англ. «Time Enough for Love: The Lives of Lazarus Long», 1973)
92. Маргарет Вайс та Трейсі Гікмен[en] «Дракони осінніх сутінок[en]» (англ. «Dragons of Autumn Twilight», 1984)
93. Маргарет Вайс, Трейсі Гікмен[en] «Драконяче крило[en]» (англ. «Dragon Wing», 1990)
94. Лоуренс Вотт-Еванс[ru] «Драконяча погода» (англ. «Dragon Weather», 1999)
95. Джон Браннер «Драматурги Єну» (англ. «The Dramaturges of Yan», 1971)
96. Брем Стокер «Дракула» (англ. «Dracula», 1897)
97. Домінік де Іллат «Древній руйнівник» (укр. «Древній руйнівник», 2008)
98. Айзек Азімов «Друга Фундація» (англ. «Second Foundation», 1948-50, 1953)
99. Гайнц Фівег[de] «Друге сонце» (нім. «Die zweite Sonne», 1958)
100. Дейвід Ілай «Другі» англ. «Seconds», 1963)
101. Chatoyance «Дружба — це оптимум: Caelum Est Conterrens» (англ. «Friendship Is Optimal: Caelum Est Conterrens», 2012)
102. Одрі Ніффенеггер «Дружина мандрівника в часі» (англ. «The Time Traveler's Wife», 2003)
103. Джек Венс «Дурдейн» (англ. «Durdane», 1971-73)
104. Френк Герберт «Дюна» (англ. «Dune», 1965)

## Е
1. Стівен Бекстер «Еволюція[en]» (англ. «Evolution», 2002),
2. Станіслав Лем «Едем» (пол. «Eden», 1959)
3. Степан Вартанов «Ей-Ай» (рос. «Эй-Ай», 2002)
4. Хол Клемент «Експедиція «Тяжіння»» (англ. «Mission of Gravity», 1953)
5. Джеймс П. Хоґан[en] «Експеримент Минерви[en]» (англ. «The Minervan Experiment», 1981)
6. Джеймс Паттерсон «Експеримент «Янгол»[en]» (англ. «The Angel Experiment», 2005)
7. Євген Велтистов «Електроник — хлопчик з чемодана» (рос. «Электроник — мальчик из чемодана», 1964)
8. Майкл Муркок «Елрік з Мелнібоне[en]» (англ. «Elric of Melniboné», 1972)
9. Бернхард Хеннен, Джеймс Салліван[de] «Ельфи[de]» (нім. «Die Elfen», 2004)
10. Андре Нортон, Мерседес Лекі «Ельфійске поріддя» (англ. «Elvenblood», 1995)
11. Ден Сіммонс «Ендіміон» (англ. «Endymion», 1996)
12. Пол Андерсон «Енсін Флендрі[en]» (англ. «Ensign Flandry») з циклу про Домініка Флендрі[en], 1966)[12]
13. Інна Мендор «Ера Емілія» (укр. «Ера Емілія», 2018)
14. Крістофер Паоліні «Ерагон» (англ. «Eragon», 2002)
15. Роберт Ф. Ян[en] «Ерідан» (англ. «Eridahn», 1983)
16. Гаррі Гаррісон «Етичний інженер» (англ. «The Ethical Engineer», 1963)
17. Артур Селлінз «Ефект квай» (англ. «The Quy EffectTitle, 1966)[13].
18. Джон Слейдек «Ефект Мьоллера-Фокера» (англ. «The Müller-Fokker Effect», 1970)
19. Дейвід Брін «Ефект практики[en]» (англ. «The Practice Effect», 1984)
20. Василь Кожелянко «Ефіопська Січ» (укр. «Ефіопська Січ», 2011)
21. Томас М. Діш "Ехо навколо кісток твоїх (англ. «Echo Round His Bones», 1967)

## Є
1. Джеймс Морроу «Єдина донька від народження[en]» (англ. «Only Begotten Daughter», 1946)

## Ж
1. Едвард Елмер Сміт «Жайворонок космосу[en]» (англ. «The Word for World Is Forest», 1928)
2. Ненсі Кресс «Жебраки в Іспанії[en]» (англ. «Beggars in Spain», 1991, 1993)
3. Віктор Пелевін «Життя комах» (рос. «Жизнь насекомых», 1993)
4. Сідні Паркмен Життя починається завтра ({{lang-en|Life Begins Tomorrow 1947)
5. Кобо Абе «Жінка в пісках» (яп. 「砂の女」, 1962)
6. Мадж Пірсі «Жінка на краю часу» (англ. «Woman on the Edge of Time», 1976)
7. )Олександр Абашелі «Жінка у дзеркалі[ka]» (груз. «ქალი სარკეში», 1930)
8. Пет Мьорфі «Жінка, що впала» (англ. «The Puppet Masters», 1986)
9. Джоанна Расс «Жіночий чоловік» (англ. «The Female Man», 1975)
10. Олег Авраменко, Валентин Авраменко «Жменя вічності» (рос. «Звёзды в ладонях», 2001)
11. Конні Вілліс «Не кажучи про пса» (англ. «To Say Nothing of the Dog», 1999)
12. Нормен Спінред «Жук Джек Беррон» (англ. «Bug Jack Barron», 1969)
13. Брати Стругацькі «Жук у мурашнику» (рос. «Жук в муравейнике», 1979)

## З
1. Жуль Верн «З Землі на Місяць» (англ. «De la terre à la lune», 1865),
2. Джек Фінні «З часу у час [en]» (From Time to Time, 1995)
3. Фредерик Пол «За блакитним обрієм подій» (англ. «Beyond the Blue Event Horizon», 1980)
4. Брати Стругацькі «За мільярд років до кінця світу» (рос. «За миллиард лет до конца света», 1976)
5. Володимир Савченко «За перевалом» (рос. «За перевалом», 1984)
6. Вадим Нікольський[ru] «За тисячу років» (рос. «Через тысячу лет», 1927)
7. Роберт Гайнлайн «За цим обрієм» (англ. «Beyond This Horizon», 1942)
8. Патриція Маккілліп "Забуті звірі Ельда[en]
9. Урсула Ле Гуїн «Завжди повертаючись додому» (англ. «Always Coming Home», 1985)
10. Іден Філлпотс (англ. Eden Phillpotts) Завр (англ. «Zaurus», 1938)
11. Павел Вежинов «Загибель «Аякса»» болг. «Гибелта на Аякс», 1973)
12. Річард Лупофф[en] «Загибель Сонця» (англ. «Sun's End», 1984)
13. Деніел Ф. Ґелує «Загублене сприйняття» (англ. «The Lost Perception», 1966) [14].
14. Мартін Кейдін «Загублений» «Загублений [en]» англ. «Marooned», 1964)
15. Джеймс Гілтон[en] «Загублений обрій» (англ. «Lost Horizon», 1933)
16. Артур Конан Дойл «Загублений світ» (англ. «The Lost World», 1912)
17. Оскар Льюїс (англ. Oscar Lewis) Загублені роки (англ. The Lost Years: A Biographical Fantasy«», (1951)
18. Макс Кідрук «Зазирни у мої сни» (укр. «Зазирни у мої сни», 2016)
19. Джон Браннер «Зазублена орбіта» (англ. «The Jagged Orbit», 1969)
20. Пітер Дікінсон «Заклинач погоди» «Заклинач погоди» англ. «The Weathermonger», 1968)
21. Пірс Ентоні «Закляття для хамелеона[en]» (англ. «A Spell for Chameleon», 1977) з циклу «Ксант[en]»
22. Едмонд Гемілтон «Закриті світи» (англ. «The Closed Worlds», 1968) / «Світ зоряних вовків» (англ. «World of the Starwolves», 1968)
23. Нормен Спінред «Залізна мрія» (англ. «The Iron Dream», 1972)
24. Джек Лондон «Залізна п'ята» (англ. «The Iron Heel», 1908)
25. Володимир Владко «Залізний бунт» (укр. «Ідуть роботарі», 1929, укр. «Залізний бунт», 1936)
26. Альгіс Будріс «Залізний шип[nl]» (англ. «The Iron Thorn», 1967)
27. Франц Кафка «Замок» (нім. «Das Schloß», 1926)
28. Роберт Сілвеберг «Замок лорда Валентина[fr]» (англ. «Lord Valentine's Castle», 1979)
29. Горас Волпол «Замок Отранто» (англ. «The Castle of Otranto», 1764)
30. Святослав Логінов цикл «Замошшя» (рос. «Замошье», 1990-1996)
31. Володимир Набоков «Запрошення на страту[ru]» (рос. «Приглашение на казнь», 1935-1936)
32. Андрій Дмитрук «Захист Ембріона» (рос. «Защита Эмбриона», 2018)
33. Гаррі Гаррісон «Захід Едему» (англ. «West of Eden», 1984)
34. Філіп К. Дік та Рей Нельсон «Захоплення Ганімеда[en]» (англ. «The Ganymede Takeover) [15].
35. Маргіт Сандему «Зачарована[da]» (дан. «Troldbunden», 1982)
36. Томас Манн «Зачарована гора» (нім. «Der Zauberberg», 1924)
37. Кліффорд Сімак «Зачароване паломництво» (англ. «Enchanted Pilgrimage», 1975)
38. Едмонд Гемілтон «Зброя з-поза меж» (англ. «The Weapon from Beyond», 1967)
39. Маррі Лайнстер «Зброя-мутант» (англ. «The Mutant Weapon», 1957)
40. Чарльз Плетт[en] «Звалище» (англ. «The Gas», 1970)
41. Хол Клемент «Зверху — океан» (англ. «Ocean on Top») [16].
42. Шаблон:Нв «Звук мисливського рогу[en]» (англ. «The Sound of His Horn», 1952)
43. Ієн Бенкс «Згадай Флеба» (англ. «Consider Phlebas», 1987),
44. Стівен Кінг «Зелена миля» (англ. «The Green Mile», 1996)
45. Ворд Мур «Зеленіше, ніж ти гадаєш» (англ. «Greener Than You Think», (1947)
46. Френк Герберт «Зелений мозок[en]» (англ. «The Green Brain»), [17].
47. Філіп Ванденберг[de] «Зелений скарабей» (нім. «Der grüne Skarabäus», 1994)
48. Вільям Генрі Хадсон[en] «Зелені будівлі» (англ. «Green Mansions: A Romance of the Tropical Forest», 1904)
49. В'ячеслав Назаров «Зелені двері Землі» (інша назва «Тягар рівних») (рос. «Зелёные двери Земли», 1977)
50. Свен Дельблан (швед. Sven Delblanc) «Землі Морії[sv]» швед. «Moria land» (1987) (Швеція)
51. Джордж Ріппі Стюарт  «Земля потерпає» (англ. «Earth Abides», 1949)
52. Людек Пешек «Земля поряд: експедиція на Марс» (нім. «Die Erde ist nah: Die Marsexpedition») (1970)
53. Дейвід Вебер і Стів Вайт[en] «Земля смерті[en]» (англ. «In Death Ground», 1997)
54. Володимир Обручев «Земля Санникова» (рос. «Земля Санникова», 1926)
55. Розел Джордж Браун та Кіт Ломер «Земна кров[en]» (англ. «Earthblood») (США)[18].
56. Станіслав Лем «Зі спогадів Йона Тихого» (пол. «Ze wspomnień Ijona Tichego», 1960-1983)
57. Річард Морґан «Видозмінений вуглець» (англ. «Altered Carbon», 2002)
58. Франц Верфель «Зірка ненароджених» (нім. «Stern der Ungeborenen», 1945)
59. Памела Сарджент[en] «Зірка спостереження» (англ. «Watchstar», 1980)
60. Альфред Бестер «Зірки — мета моя» (англ. «The Stars My Destination», 1956)
61. Юрій Арабов «Зіткнення з метеликом[ru]» (рос. «Столкновение с бабочкой», 2014)
62. Пол Андерсон «Зламаний меч[en]» (англ. «The Broken Sword», 1954)
63. Джеймс Бліш та Нормен Л. Найт[en] «Злива облич» (англ. «A Torrent of Faces, 1967)
64. Голлі Блек «Злий король» (англ. «The Wicked King», 2019)
65. Ерік Френк Рассел «Зловісний бар'єр» (англ. «Sinister Barrier», 1939)
66. Галина Малик «Злочинці з паралельного світу» (укр. «Злочинці з паралельного світу», 2001)
67. Вонда Мак-Інтайр «Змій сновидінь[en]» (англ. «Dreamsnake», 1978)
68. Спайдер Робінсон та Роберт Гайнлайн «Змінна зоря» (англ. «Variable Star», 2006)
69. Філіп Рот «Змова проти Америки» (англ. «The Plot Against America», 2004)
70. Б. Р. Брюсс[fr] (фр. B. R. Bruss «І планета вибухнула…» (фр. «Et la planète sauta...») (1946)
71. Сідні Шелдон «Змова Судного дня[en]» (англ. «The Doomsday Conspiracy», 1991)
72. Урсула Ле Гуїн «Знедолені» (англ. «The Dispossessed: An Ambiguous Utopia», 1974)
73. Дороті Нафус-Моррісон (англ. Dorothy Nafus Morrison) Зникаюча дія (англ. «Vanishing Act», 1989)
74. Джон Віндем «Зозулі Мідвіча» (англ. «The Midwich Cuckoos», 1956)
75. Томас Мор «Золота книжечка, така ж корисна, як і забавна, про найкращий устрій держави і про новий острів Утопія» (лат. «Libellus aureus nec minus salutaris quam festivus de optimo reipublicae statu deque nova insula Utopia», 1516)
76. Джон Райт[en] «Золотой вік» (англ. «The Golden Age», 2002)
77. Стівен Кінг «Зона покриття» (англ. «Cell», 2006)
78. Герберт Франке "«Зона нуль[fr]» " (нім. «Zone Null») (Австрія)[19]
79. С. П. Сомтов «Зореліт та хокку» (англ. «The Starship and the Haiku», 1981)
80. Доріс Пісерчіа «Зоряна вершниця» (англ. «Star Rider», 1974)
81. Джек Вільямсон та Фредерик Пол «Зоряне дитя» (англ. «Starchild», 1965)
82. Андре Нортон «Зоряна брама» (англ. «Star Gate», 1958)
83. Андре Нортон «Зоряна варта» (англ. «Star Guard», 1955)
84. Юрій Петухов[ru] «Зоряна помста[ru]» (рос. «Звёздная месть», 1990)
85. Жерар Клайн «Зоряний гамбіт» (фр. «Le Gambit des étoiles», 1958)
86. Хіроюкі Моріока[ja] роман-трилогія «Зоряний герб» (яп. 「星界の紋章」, 1999)
87. Роберт Гайнлайн «Зоряний звір» (англ. «The Star Beast», 1954)
88. Олесь Бердник «Зоряний корсар» (укр. «Зоряний корсар», 1971)
89. Пол Андерсон «Зоряний лис» (англ. «The Star Fox», 1965)
90. Ніл Ґейман «Зоряний пил» (англ. «Stardust», 1999)
91. Дейвід Брін «Зоряний приплив» (англ. «Startide Rising», 1983)
92. Джинні Робінсон та Спайдер Робінсон «Зоряний танок» (англ. «Stardance», 1977)
93. Джеймс Бліш «Зоряний шлях» (англ. «Star Trek», 1967)
94. Семен Слєпинін[ru] «Зоряні береги» (рос. «Звёздные берега», 1974)
95. Террі Брукс «Зоряні війни: Прихована загроза» (англ. «Star Wars Episode I: The Phantom Menace», 1999)
96. Едмонд Гемілтон «Зоряні королі» (англ. «The Star Kings», 1947)
97. Станіслав Лем «Зоряні щоденники Йона Тихого» (пол. «Dzienniki gwiazdowe», 1954-1996)
98. Ніл Баррет-молодший «Зразок стресу» (англ. «Stress Pattern») (1974)
99. Володимир Фірсов[ru] «Зрубити хреста» (рос. «Срубить крест», 1980)
100. Альфред Бестер «Зруйнована людина» (англ. «The Demolished Man», 1952)
101. Джон Браннер «Зупинка на Занзибарі» (англ. «Stand on Zanzibar», 1968)

## І
1. Б. Р. Брюсс[fr] «І планета вибухнула…» (фр. Et la planète sauta...) (1946)
2. Марк Леві «І якщо це було правдою...[fr]» (фр. «Et si c'était vrai...», 2000)
3. Герберт Франке «Ігрек мінус» (нім. «Ypsilon minus», 1976)
4. Джеймс С. А. Корі «Ігри Немезиди» (англ. «Nemesis Games», 2015)
5. П'єр Буль «Ігри розуму» (англ. «Les Jeux de l'esprit», 1971)
6. Роберт Вілсон і Роберт Ші «Іллюмінатус!» (англ. «The Illuminatus! Trilogy», 1975)
7. Семюел Ділейні «Імперська зірка[en]» (англ. «Empire Star», 1966)
8. Патрік Ротфусс «Ім'я вітру» (англ. «The Name of The Wind», 2007)
9. Умберто Еко «Ім'я рози» (італ. «Il nome della rosa», 1980)
10. Керолайн Дж. Черрі «Іноземець[en]» (англ. «Foreigner», 1994)
11. Ларрі Нівен «Інтегральні дерева» (англ. «The Integral Trees», 1984)
12. Джуліен Мей «Інтервенція» (англ. «Intervention», 1987)
13. Еріку Верісіму[pt] «Інцидент на Антаресі[pt]» (порт. «Incidente em Antares», 1971)
14. Герберт Цирґібель «Інший світ» (нім. «Die andere Welt») [20].
15. Боб Шоу «Інші дні, інші очі» (англ. «Other Days, Other Eyes», 1972)
16. Джеймс С. А. Корі «І прокинеться Левіафан» (англ. «Leviathan Wakes», 2011)
17. Елізабет Костова «Історик» (англ. «The Historian», 2005)
18. Міхаель Енде «Історія без кінця» (нім. «Die Unendliche Geschichte», 1979)
19. Джеймс Шміц «Історія про два годинники» (англ. «Tale of Two Clocks», інша назва англ. «Legacy», 1962)
20. Михайло Салтиков-Щедрін «Історія одного міста[ru]»(рос. «История одного города», 1870)
21. Джим Бучер «Примарна історія» (англ. «Ghost Story», 2011) з циклу «Файли Дрездена»
22. Майкл Муркок Тетралогія «Історія рунного посоху[en]» (англ. «The History of the Runestaff», 1967—1969; випр. 1977; в одному томі — 1979)
23. Нісіо Ісін «Історії чудовиськ[ja]» (яп. 「化物語」, 2006)

## Ї
1. Вільгельм Гауф «Їдальня в Шпессарті[de]» (збірка) (нім. «Das Wirtshaus im Spessart», 1827)

## Й
1. Ненсі Кресс «Ймовірносний космос» (англ. Probability Space, 2003)

## К
1. Джин Брюер[en] «К-Пекс[en]» (англ. «K-Pax», 1995)
2. Джон Норман «Каджіра Гора» (англ. «Kajira of Gor», 1983)
3. Рут Меннінґ-Сендерс Казан відьом (англ. «A Cauldron of Witches», 1988)
4. Брати Стругацькі «Казка про Трійку» (рос. «Сказка о Тройке», 1986)
5. Корнеліус Коул[en] Каліфорнія Триста п'ятдесят років потому: переказ Мануело з португальської, зроблений піонером (англ. «California Three Hundred and Fifty Years Ago: Manuelo's Narrative Translated from the Portuguese by a Pioneer», 1887 — анонімно, 1888)
6. Георгій Мартинов «Каллісто» (рос. «Каллисто», інша назва — рос. «Планетный гость», 1957)
7. Георгій Мартинов «Каллістяни» (рос. «Каллистяне», 1960)
8. Олесь Бердник «Камертон Дажбога» (укр. «Камертон Дажбога», 1996)
9. Джозеф Шерідан Ле Фаню «Камілла» (англ. «Carmilla», 1872)
10. Андре Нортон «Камінь передтеч» (англ. «The Zero Stone», 1968)
11. Жозе Сарамагу «Кам'яний пліт» (порт. «A jangada de pedra», 1986)
12. Філіп Хосе Фармер «Кам'яний бог прокидається» (англ. «The Stone God Awakens», 1970) (США)[21].
13. Сиріл Корнблас, Джудіт Мерріл «Канонір Кейд[en]» (англ. «Gunner Cade», 1952)
14. Волтер Міллер-молодший «Кантата за Лейбовіцем» (англ. «A Canticle for Leibowitz», 1960)
15. Євген Лукін «Катали ми ваше сонце» (рос. «Катали мы ваше солнце», 1998)
16. Ант Скаландіс «Каталіз» (рос. «Катализ», 1993)
17. Адам Голланек «Катастрофа на «Сонці Антарктиди»» (пол. Katastrofa na «Słońcu Antarktydy», 1958)[22]
18. Кіт Ломер «Катастрофічна планета» (англ. «Catastrophe Planet», 1966) [23].
19. Джон Браннер «Квадрати шахового міста» (англ. «The Squares of the City», 1965)
20. Ханну Раяніємі «Квантовий злодій» (англ. «The Quantum Thief», 2010)
21. Деніел Кіз «Квіти для Елджернона» (англ. «Flowers for Algernon», 1966[24].
22. Веркор та Поль Сильва-Коронель (фр. Paul Silva-Coronel) «Квота, або Прибічники достатку» (фр. «Quota ou les Plethoriens», 1966)[25]
23. Клас Лундін[sv] (швед. Claës Lundin) «Кисень та Аромазія» (швед. «Oxygen och Aromasia») (1878)
24. Тетяна Толстая «Кись» (рос. «Кысь», 2000)
25. Морін Ф. Макг'ю «Китайська гора Цан» (англ. «China Mountain Zhang», 1992)
26. Станіслав Лем «Кіберіада» (пол. «Cyberiada», 1965)
27. Стівен Бекстер «Кільце» (англ. «Ring», 1994)
28. Лоїс Макмастер Буджолд «Кільце духів[en]» (англ. «The Spirit Ring», 1992)
29. Кліффорд Сімак «Кільце навколо Сонця» (англ. «Ring Around the Sun», 1953)
30. Роджер Макбрайд Аллен «Кільце Харона[en]» (англ. «The Ring of Charon», 1990)
31. Айзек Азімов «Кінець Вічності» (англ. «The End of Eternity», 1955)
32. Артур Кларк «Кінець дитинства» (англ. «Childhood's End», 1953)
33. Майкл Муркок «Кінець усіх пісень» (англ. «The End of All Songs», 1976)
34. Гаррі Гаррісон «Кінні варвари» (англ. «Horse Barbarians», 1968)
35. Теодор Локард Томас[en], Кейт Вільгельм «Клон» (англ. «The Clone», 1965)
36. Говард Гендрікс «Ключ від лабіринту[en]» (англ. «The Labyrinth Key», 2004)
37. Артуро Перес-Реверте «Клуб Дюма[en]» (ісп. «El Club Dumas», 1993)
38. Ларрі Нівен та Джеррі Пурнелл «Клятва вірності» (англ. Oath of Fealty, 1981)
39. Джейн Йолен «Книга Великої Альти» (англ. «The Book of Great Alta», 1990)[26]
40. Редьярд Кіплінг «Книга джунглів» (англ. «The Jungle Book», 1893-1894)
41. Джил Грегорі, Карен Тінторі[en] «Книга імен» (англ. «Book of Names», 2007)
42. Лі Брекет «Книга Скейта» (англ. «The Book of Skaith»), 1974—1976; 1976)
43. Ніл Ґейман «Книга цвинтаря» (англ. «The Graveyard Book», 2008)
44. Конні Вілліс «Книга Судного дня» (англ. «Doomsday Book», 1992)
45. Микола Руденко «Ковчег всесвіту» (укр. «Ковчег Всесвіту», 1991-1992)
46. Кобо Абе «Ковчег «Сакура»» (яп. «方舟さくら丸», 1984)
47. Ден Браун «Код да Вінчі» (англ. «Da Vinci Code», 2003)
48. Джон Барт «Козлоюнак Джайлз, або переглянутий новий розклад занять[en]» (англ. «Giles Goat-Boy or, The Revised New Syllabus», 1966) [27].
49. Джордж Орвелл «Колгосп тварин» (англ. «Animal Farm», 1945)
50. Джордж Алек Еффінджер[en] «Коли тяжіння зникає» англ. «When Gravity Fails», 1986)
51. Курт Воннеґут «Колиска для кішки» (англ. «Cat's Cradle», 1963)
52. Емі Томсон[de] «Колір відстані» (англ. «The Color of Distance», 1995)
53. Террі Пратчетт «Колір магії» (англ. «The Colour of Magic», 1983)
54. Карл Йоган Гольцгаузен[sv] «Колір надій — зелений» (швед. «Och hoppets farg ar gron», 1977)
55. Бен Бова «Колонія» (англ. «Colony», 1978)
56. Денніс Фелзем Джоунз «Колос» (англ. «Colossus», 1966) [28]
57. Туве Янссон «Комета прилітає» (швед. «Kometjakten», 1946)
58. Джек Вільямсон «Кометники[en]» (англ. «The Cometeers», 1950)
59. Браєн Стейблфорд «Комплекс Касандри[en]» (англ. «The Cassandra Complex», 2004))
60. Майкл Крайтон «Конго[en]» (англ. «Congo», 1980)
61. Карл Саган «Контакт» (англ. «Contact», 1985)
62. Петер Жолдош Контрапункт[hu] (угор. Ellenpont (1973) (Угорщина)
63. Томас Діш (англ. Thomas M. Disch) — «Концтабір» (англ. «Camp Concentration», 1967)
64. Роберт Шеклі «Координати див» (англ. «Dimension of Miracles», 1968)
65. Генрі Райдер Гаґґард «Копальні царя Соломона» (англ. «King Solomon's Mines», 1885)
66. Алан Дін Фостер «Копанка» (англ. «The Dig», 1996)
67. Джек Вільямсон «Корабель точного часу[en]» (англ. «Seetee Ship», 1942)
68. Г. К. Едмондсон[en] «Корабель, що пливе хвилями часу» (англ. «The Ship That Sailed the Time Stream», 1965)
69. Ерік Флінт, Рік Спур[en] «Кордон» (англ. «Boundary», 2006)
70. Flag of Jamaica.svg|border Нало Гопкінсон «Коричнева дівчина у кільці» (англ. «Brown Girl in the Ring (novel)», 1998)
71. Джордж Генрі Сміт «Королева відьом Лохленна» (англ. «Witch Queen of Lochlann», 1969)
72. Грег Бір «Королева янголів» (англ. «Queen of Angels», 1990)
73. Дональд Бартелмі «Король» «Король» (англ. «The King», 1990)
74. Майкл Муркок «Король мечів» (англ. «The King of the Swords», 1971) з циклу «Володарі мечів») (англ. «The Swords Trilogy», 1971)
75. Теренс Генбері Вайт «Король минулого і майбутнього» (англ. «The Once and Future King», 1938—1958)
76. Роберт Шеклі «Корпорація „Безсмертя“» (англ. «Immortality Inc.» [«Time Killer»], 1958)
77. Італо Кальвіно «Космікомічні історії[it]» (італ. «Le cosmicomiche», 1965)
78. Василь Бережний «Космічний Гольфстрім» (укр. «Космічний Гольфстрім», 1980)
79. Мак Рейнольдс «Космічний піонер» (англ. «Space Pioneer», 1966)[29]
80. Ґордон Р. Діксон «Космічні плавці» (англ. «The Space Swimmers») (США, 1967)
81. Роберт Гайнлайн «Космічний кадет» (англ. «Space Cadet», 1948)
82. Джеррі Пурнелл «Космічний корабель короля Давида[en]» (англ. «King David's Spaceship», 1980)
83. Елестер Рейнолдс «Космос одкровень[en]» (англ. «Revelation Space», 2000)
84. Тоні Моррісон «Кохана» (англ. «Beloved», 1987)
85. Вокер Персі[en] «Кохання серед руїн: пригоди поганого католика за часів, близькі до кінця світу» (англ. «Love in the Ruins:The Adventures of a Bad Catholic at a Time Near the End of the World», 1987)
86. Сержіу Феркешан[ro] «Кохання у 41042-му році» (рум. «O iubire din anul 41.042», 1966) (Румунія)[30].
87. Філіп Фармер «Коханці» (англ. «The Lovers», 1961)
88. Семюел Ділейні «Коштовності Ептора[en]» (англ. «The Jewels of Aptor», 1962)
89. Тед Вайт[en] «Коштовності звідкись завгодно» (англ. «The Jewels of Elsewhen», 1967)
90. Артуро Перес-Реверте «Клуб Дюма[en]» (ісп. «El Club Dumas», 1993)
91. Отфрід Пройслер «Крабат» (нім. «Krabat», 1972)
92. Маркус Зузак «Крадійка книжок» (англ. «The Book Thief», 2005)
93. Брати Стругацькі «Країна багряних хмар» (рос. «Страна багровых туч», 1959)
94. Вівіан Ітін «Країна Гонгурі» (рос. «Страна Гонгури», 1922)
95. Кнут Фалдбаккен[no] «Країна заходу» (норв. «Uår. Aftenlandet», 1974)
96. Джонатан Керрол «Країна сміху[en]» (англ. «The Land of Laughs», 1980)
97. Ян Ларрі «Країна щасливих» (рос. «Страна счастливых», 1931)
98. Карел Чапек «Кракатит» (чеськ. «Krakatit», 1924)
99. Грег Бір «Кров'яна музика[en]» (англ. «Blood Music», 1985)
100. Анна Каван[en] «Крига[en]» (англ. «Ice», 1967)
101. Даріуш Спихальский роман-дилогія «Крижацький покер» (пол. «Krzyżacki poker», 2005/2009)
102. Андре Нортон «Крижана корона» (англ. «Ice Crown», 1970)
103. Синтія Феліче[en] «Крижана людина» (англ. «Iceman», 1991)
104. Святослав Логінов «Криниця» (рос. «Колодезь», 1997)
105. Браян Олдіс «Криптозойський» (англ. «An Age», 1967)
106. Ніл Стівенсон «Криптономікон» (англ. «Cryptonomicon», 1999)
107. Джеймс Баллард «Кристалічний світ» (англ. «The Crystal World», 1966)[31]
108. Ернст Теодор Амадей Гофман «Крихітка Цахес» (нім. «Klein Zaches, genannt Zinnober», 1819)
109. Майкл Бішоп (англ. Michael Bishop)  «Крихкі дамби[en]» (англ. «Brittle Innings», 1994))
110. Вільям Генрі Хадсон[en] «Кришталева епоха» (англ. «A Crystal Age», 1887)
111. Джейн Енн Кренц «Кришталеве полум'я» (англ. «Crystal Flame», 1986)
112. Микола Дашкієв «Кришталеві дороги» (укр. «Кришталеві дороги», 1970)
113. Анджей Сапковський «Кров ельфів» (пол. «Krew elfów», 1994)
114. Наталі Еннеберг «Кров зірок» (фр. «Le Sang des Astres», 1963)
115. Рьо Ханмура (яп. 半村 良) «Кров каменю» (яп. 石の血脈 або «Іши ноу Кецум'яку», 1971)
116. Майкл Муркок (англ. Michael Moorcock) «Кров: південна фантазія» (англ. «Blood: A Southern Fantasy», 1994))
117. Ієн Бенкс «Кроки по склу[en]» (англ. «Walking on Glass», 1985)
118. Роберт Шеклі «Кромптон розділений» (англ. «Crompton Divided», інша назва англ. The Alchemical Marriage of Alistair Crompton, 1978)
119. Орсон Скотт Кард «Ксеноцид» (англ. «Xenocide», 1994)
120. Едмунд Купер[en] «Культура надлюдини» (англ. «The Overman Culture», 1971)
121. Джек Вільямсон «Купол навколо Америки» (англ. «Dome around America», 1953)
122. Баррінгтон Бейлі «Курс на зіткнення[en]» (англ. «Collision Course», 1973)